# Château de Hataya
Le château de Hataya (畑谷城, Hataya-jō) était situé dans l'ancienne province de Dewa au Japon. Il se trouve dans la ville de Yamanobe dans le district de Higashimurayama de la préfecture de Yamagata. C'est là que se tint le siège de Hataya en 1600 durant lequel la garnison du château qui se montait à 300 hommes sous le commandement d'Eguchi Gohei fut cernée par une force de 20 000 hommes menée par Ishida Mitsunari. La garnison fut défaite après un court siège.